# Fortunaskolen
Fortunaskolen er en folkeskole i Esbjerg Kommune, som blev grundlagt i 2015. Den var en sammenlægning af Bakkevejens Skole, Nordre Skole, Gørding Skole, Vejrup skole og Egekratskolen. De skiftede så navn til Fortunaskolen afdeling Bakkevej, Fortunaskolen afdeling Gabelsvej, Fortunaskolen afdeling Skolegade, Fortunaskolen afdeling Skolevænget og Fortunaskolen afdeling Skovbrynet efter hvilken vej afdelingen lå på.
Der gik dog ikke lang tid med disse navne før de blev lavet om igen til deres oprindelige skolenavn og så med Fortuna som en slags “efternavn”.
Skolen er opkaldt efter den romerske gudinde Fortuna.